# Henryk Stange
Henryk Stange, także Heinricus Stango (urodz. ?, zm. po 1254) – komtur dzierzgoński w latach 1250-1254.

## Życiorys
Henryk pochodził z historycznego regionu Pleißenland i wywodził z rodziny burgmanów osiadłej w Altenburgu. 
Wraz z bratem Hermanem wstąpił w szeregi zakonu krzyżackiego w altenburskiej komendzie. Do Prus musiał przybyć przed rokiem 1250, gdyż jak podają źródła, w tymże roku stał już na czele dzierzgońskiego konwentu. Podczas nieobecności w Prusach mistrza krajowego Dytryka von Grüningena, w roku 1254 pełnił krótko funkcję wicemistrza krajowego.
Był on jednym z dowódców, licznych w ówczesnym czasie zbrojnych wyprawy przeciwko Prusom. Podczas jednej z takich wypraw do Sambii, Henryk Stange wraz z bratem Hermanem poniósł śmierć.